# ヨヌツ・ビチェアヌ
ヨヌツ・チプリアン・ビチェアヌ（Ionuț Ciprian Biceanu 、1994年2月26日 - ）は、ルーマニア・ピテシュティ出身のプロサッカー選手。FCヘルマンシュタット所属。ポジションは、ミッドフィールダー。

## タイトル
アストラ・ジュルジュ
- クパ・ロムニエイ: 準優勝 2018-19